# Baraeus orientalis
Baraeus orientalis là một loài bọ cánh cứng trong họ Cerambycidae.